# Bianco Navajo
Il bianco navajo è un bianco sabbioso e giallognolo, il cui nome è stato scelto per l'attinenza del colore con quelli naturali tipici dell'Arizona sede delle popolazioni navajo.
Ideato negli anni sessanta è stato uno dei colori più utilizzati per gli interni delle case negli Stati Uniti fino agli anni ottanta.